# Joan Franka
Joan Franka, artiestennaam van Joany Franka Johanna Ayten Hazebroek (Rotterdam, 2 april 1990) is een Nederlandse singer-songwriter, die de Nederlandse inzending voor het Eurovisiesongfestival 2012 leverde. Zij is de dochter van een Nederlandse moeder en een Turkse vader, die op haar 2e kwam te overlijden. Franka groeide op in Nieuwerkerk aan den IJssel en spreekt naar eigen zeggen nog maar weinig Turks, maar verkreeg al snel bekendheid in het land van haar vader. In Nederland werd ze bekend door haar deelname aan het televisieprogramma The voice of Holland.

## Muzikale loopbaan
Franka trad voor het eerst op toen zij 17 jaar was. Ze verliet de middelbare school vroegtijdig.

### The voice of Holland
In 2010 werd zij gescout om deel te nemen aan The voice of Holland. Ze werd in de 4e liveshow uitgeschakeld. Tijdens dit programma werd zij benaderd door Holger Schwedt om een album te gaan maken.
Tijdens het eerste seizoen van The voice of Holland zong Franka onder andere de volgende nummers: How you remind me van Nickelback, Foolish games van Jewel, Walking in Memphis van Marc Cohn en Promise me van Beverley Craven. De nummers waren na de uitzending gelijk verkrijgbaar als muziekdownload. Alleen Foolish games en Promise me haalden de Nederlandse Single Top 100.

### Eurovisiesongfestival 2012
Franka werd als een van de zes deelnemers geselecteerd uit 491 opgegeven liedjes voor het Nationaal Songfestival 2012 op 26 februari. Met het nummer You and me, dat zij zelf schreef samen met Jessica Hoogenboom (artiestennaam Jessie Maria), won ze allereerst het duel met Raffaëla Paton, die Chocolatte ten gehore bracht. In de finale gaf de vakjury de voorkeur aan Ivan Peroti en Pearl Jozefzoon, maar streek Franka niettemin met de eer dankzij de grote steun van het tv-publiek. Hierdoor mocht zij Nederland vertegenwoordigen op het Eurovisiesongfestival 2012 in Bakoe. Ter ondersteuning van de tekst van You and me trad ze op met een indianentooi op haar hoofd.
Direct na haar overwinning van het Nationale Songfestival in 2012 verkocht ze de verkooprechten van het nummer You and me aan de platenmaatschappij van John de Mol, 8ball Music. Het winnende nummer You and me kwam in de week na het Nationaal Songfestival op plaats 1 binnen in de Nederlandse Single Top 100 en plaats 3 in de 3FM Mega Top 50.
Op 1 maart 2012 kwam Franka veelvuldig in het nieuws, omdat er commotie was ontstaan rondom het dragen van de indianentooi tijdens haar optreden voor het nationaal songfestival. De commotie was ontstaan vanwege een uitspraak van een steungroep voor indianen genaamd Real Indian Nation die naar buiten brachten dat de Native Americans in opstand zouden kunnen komen als ze nog eens de indianentooi zou dragen. Ze werd beschuldigd van Culturele toe-eigening.
Daarnaast viel haar inzending voor het songfestival op 2 maart ten prooi aan een in scène gezette plagiaatbeschuldiging van Rambam, een tv-programma van de VARA. De misleiding werd binnen enkele uren ontzenuwd door gebruikers van het internetforum FOK!. 
Tijdens het songfestival op 24 mei kreeg ze 31 punten van de vakjury en 51 punten van het publiek. Hiermee behaalde ze een vijftiende plaats, wat te weinig was om door te dringen bij de beste tien voor de finale. De punten van het publiek alleen zouden wel voldoende zijn geweest voor een finaleplaats.

### Na het songfestival
Door een verschil van inzicht kreeg zij een conflict met haar platenmaatschappij en moest twee jaar lang haar contract afbetalen en kwam in financiële problemen. Ze werkte in 2013 een periode als straatmuzikant in Parijs. Medio 2014 ging ze een opleiding volgen aan de Herman Brood Academie. In oktober 2014 kwam haar nieuwe song uit met de titel "Nigel". Vanaf 2015 trad ze op met haar band Luba the Baroness en nam deel aan de Popronde 2016. In 2017 voltooide ze haar opleiding aan de Herman Brood Academie.
In 2022 deed Franka mee aan het televisieprogramma De Alleskunner VIPS, waarin ze op de 37ste plaats eindigde. In 2024 deed ze mee aan het televisieprogramma DNA Singers.

## Discografie

### Singles
| Single met eventuele hitnotering(en) in de Nederlandse Top 40 | Datum van verschijnen | Datum van binnenkomst | Hoogste positie | Aantal weken | Opmerkingen                                                       |
| ------------------------------------------------------------- | --------------------- | --------------------- | --------------- | ------------ | ----------------------------------------------------------------- |
| Foolish games                                                 | 12-11-2010            | -                     | -               | -            | Nr. 42 in de Single Top 100                                       |
| Promise me                                                    | 10-12-2010            | -                     | -               | -            | Nr. 45 in de Single Top 100                                       |
| You and me                                                    | 26-02-2012            | 10-03-2012            | 7               | 5            | Inzending Eurovisiesongfestival 2012 / Nr. 1 in de Single Top 100 |
| Nigel                                                         | 09-10-2014            | -                     | -               | -            |                                                                   |
| The End                                                       | 25-04-2019            | -                     | -               | -            |                                                                   |
| Bad Boy                                                       | 28-11-2019            | -                     | -               | -            |                                                                   |

1956: Jetty Paerl + Corry Brokken · 
1957: Corry Brokken · 
1958: Corry Brokken · 
1959: Teddy Scholten · 
1960: Rudi Carrell · 
1961: Greetje Kauffeld · 
1962: De Spelbrekers · 
1963: Annie Palmen · 
1964: Anneke Grönloh · 
1965: Conny Vandenbos · 
1966: Milly Scott · 
1967: Thérèse Steinmetz · 
1968: Ronnie Tober · 
1969: Lenny Kuhr · 
1970: Hearts of Soul · 
1971: Saskia & Serge · 
1972: Sandra & Andres · 
1973: Ben Cramer · 
1974: Mouth & MacNeal · 
1975: Teach-In · 
1976: Sandra Reemer · 
1977: Heddy Lester · 
1978: Harmony · 
1979: Xandra · 
1980: Maggie MacNeal · 
1981: Linda Williams · 
1982: Bill van Dijk · 
1983: Bernadette · 
1984: Maribelle · 
1986: Frizzle Sizzle · 
1987: Marcha · 
1988: Gerard Joling · 
1989: Justine Pelmelay · 
1990: Maywood · 
1992: Humphrey Campbell · 
1993: Ruth Jacott · 
1994: Willeke Alberti · 
1996: Maxine & Franklin Brown · 
1997: Mrs. Einstein · 
1998: Edsilia Rombley · 
1999: Marlayne · 
2000: Linda Wagenmakers · 
2001: Michelle · 
2003: Esther Hart · 
2004: Re-union · 
2005: Glennis Grace · 
2006: Treble · 
2007: Edsilia Rombley · 
2008: Hind · 
2009: Toppers · 
2010: Sieneke · 
2011: 3JS · 
2012: Joan Franka · 
2013: Anouk · 
2014: The Common Linnets · 
2015: Trijntje Oosterhuis · 
2016: Douwe Bob ·
2017: OG3NE · 
2018: Waylon · 
2019: Duncan Laurence · 
2021: Jeangu Macrooy · 
2022: S10 ·
2023: Mia Nicolai & Dion Cooper ·
2024: Joost Klein ·
2025: Claude